# Nuglar-Sankt Pantaleon
Nuglar-Sankt Pantaleon (Nuglar-St. Pantaleon) är en ort och kommun i distriktet Dorneck i kantonen Solothurn, Schweiz. Kommunen har 1 546 invånare (2023).
Kommunen består av ortsdelarna Nuglar och Sankt Pantaleon.